# Valle del Cauca
Valle del Cauca [ˈbaʝe ðel ˈkauka]IPA (španělsky Departamento del Valle del Cauca) je západním departementem Kolumbie. Rozprostírá se od Tichého oceánu přes pacifickou nížinu, Západní Kordilleru a údolí řeky Cauca až po Centrální Kordilleru. Součástí departementu je i ostrov Malpelo. Hlavní město je Santiago de Cali.

## Geografie
Valle del Cauca hraničí s departementy Risaralda a Quindío na severu, Cauca na jihu, Tolima na východě, a Chocó na západě. Departement je členěný na 42 obcí. Nejvyšší nadmořské výšky dosahuje v Centrální Kordilleře.
Pacifické pobřeží je členité – záliv Buenaventura (Bahía Buenaventura) se stejnojmenným přístavním městem Buenaventurou a záliv Málaga (Bahía Málaga).
Krátké řeky odvádějí vody ze západních svahů Západní Kordillery do Tichého oceánu. Vody z východních svahů Západní Kordillery a ze západních svahů Centrální Kordillery jsou odváděny řekou Cauca, která se vlévá daleko na severu Kolumbie do Magdaleny.

### Chráněná území
Některé části území departamentu jsou chráněny v národním parku Farallones de Cali, Uramba Bahía Málaga, Malpelo, Las Hermosas a Tatamá.

## Obyvatelstvo
Obyvatelstvo je soustředěno do údolí řeky Cauca.